# 18728 Grammier
18728 Grammier este un asteroid din centura principală de asteroizi.

## Descriere
18728 Grammier este un asteroid din centura principală de asteroizi. A fost descoperit pe 22 mai 1998 la Stația Anderson Mesa în cadrul programului LONEOS. Asteroidul prezintă o orbită caracterizată de o semiaxă mare de 2,69 ua, o excentricitate de 0,20 și o înclinație de 5,4° în raport cu ecliptica.